# Liste von nach Frauen benannten Strassen und Plätzen in der Schweiz
| Datierung | Geehrte Person                                           | Standort                             | Anmerkungen | Bild |  |
| --------- | -------------------------------------------------------- | ------------------------------------ | --- | ---- |  |
| unbekannt | Regula Engel-Egli (1761–1853)                            | Zürich, Regula Engel-Egli-Strasse    | |      |  |
| 1901      | Ottilie Wildermuth (1817–1877)                           | Zürich, Ottilienstrasse              | |      |  |
| 1995      | Lux Guyer (1894–1955)                                    | Zürich, Lux Guyer-Weg                | |      |  |
| 2009      | Erminia Cella (1888–1958)                                | Zürich, Piazza Cella                 | Gedenktafel für Erminia Cella (1888–1958), Wirtin im Restaurant «Cooperativo» (1935–1952), damals Treffpunkt der antifaschistischen italienischen Emigration, und Mutter von Ettore Cella (1913–2004), Schauspieler und Regisseur |      |  |
| 2019      | Laure Wyss (1913–2002)                                   | Biel, Esplanade Laure Wyss           | |      |  |
| 2019      | Tilo Frey (1923–2008)                                    | Neuchâtel, Espace Tilo Frey          | 2019 umgewidmet, früher espace Louis Agassiz |      |  |
| 2020      | Emilie Lieberherr (1924–2011)                            | Zürich, Emilie-Lieberherr-Platz      | |      |  |
| 2020      | Berta Rahm (1910–1998)                                   | Zürich, Bertastrasse                 | Infolge des Frauenstreiks 2019 wurden in Zürich acht Strassen, die bereits nach weiblichen Vornamen benannt waren, berühmten Frauen gewidmet.                                                                                     |      |  |
| 2020      | Elsa Felicya Gasser-Pfau (1896–1967)                     | Zürich, Elsastrasse                  | Infolge des Frauenstreiks 2019 wurden in Zürich acht Strassen, die bereits nach weiblichen Vornamen benannt waren, berühmten Frauen gewidmet.                                                                                     |      |  |
| 2020      | Erika Rikli (1907–2002)                                  | Zürich, Erikastrasse                 | Infolge des Frauenstreiks 2019 wurden in Zürich acht Strassen, die bereits nach weiblichen Vornamen benannt waren, berühmten Frauen gewidmet.                                                                                     |      |  |
| 2020      | Gertrud Heinzelmann (1914–1999)                          | Zürich, Gertrudstrasse               | Infolge des Frauenstreiks 2019 wurden in Zürich acht Strassen, die bereits nach weiblichen Vornamen benannt waren, berühmten Frauen gewidmet.                                                                                     |      |  |
| 2020      | Hedwig Strehler (1907–1992)                              | Zürich, Hedwigsteig                  | Infolge des Frauenstreiks 2019 wurden in Zürich acht Strassen, die bereits nach weiblichen Vornamen benannt waren, berühmten Frauen gewidmet.                                                                                     |      |  |
| 2020      | Margarete Susman (1872–1966)                             | Zürich, Margaretenweg                | Infolge des Frauenstreiks 2019 wurden in Zürich acht Strassen, die bereits nach weiblichen Vornamen benannt waren, berühmten Frauen gewidmet.                                                                                     |      |  |
| 2020      | Marta von Meyenburg (1882–1972)                          | Zürich, Martastrasse                 | Infolge des Frauenstreiks 2019 wurden in Zürich acht Strassen, die bereits nach weiblichen Vornamen benannt waren, berühmten Frauen gewidmet.                                                                                     |      |  |
| 2020      | Olga Meyer (1889–1972)                                   | Zürich, Olgastrasse                  | Infolge des Frauenstreiks 2019 wurden in Zürich acht Strassen, die bereits nach weiblichen Vornamen benannt waren, berühmten Frauen gewidmet.                                                                                     |      |  |
| 2021      | Iris von Roten (1917–1990)                               | Basel, Iris von Roten-Platz          | |      |  |
| 2021      | Bertha Trüssel (1853–1937)                               | Bern, Trüsselstrasse                 | |      |  |
| 2021      | Marie Adam-Doerrer (1838–1908)                           | Bern, Adamstrasse                    | Früher «Gardistrasse», wurde 2021 umgewidmet, nachdem der frühere Namensgeber René Gardi wegen sexuellen Handlungen an Kindern verurteilt wurde.                                                                                  |      |  |
| 2022      | Dora Schmidt (1895–1985)                                 | Basel, Dora Schmidt-Strasse          | |      |  |
| 2022      | Emilie Louise Frey (1869–1937)                           | Basel, Emilie Louise Frey-Strasse    | |      |  |
| 2022      | Gertrud Spiess (1914–1995)                               | Basel, Gertrud Spiess-Strasse        | |      |  |
| 2022      | Gretel Bolliger (1921–2009)                              | Basel, Gretel Bolliger-Promenade     | |      |  |
| 2022      | Katja Wulff (1890–1992)                                  | Basel, Katja Wulff-Anlage            | |      |  |
| 2022      | Rut Keiser (1897–1968)                                   | Basel, Rut Keiser-Strasse            | |      |  |
| 2022      | Wibrandis Rosenblatt (1504–1564)                         | Basel, Wibrandis Rosenblatt-Weg      | |      |  |
| 2022      | Kunigunde von Luxemburg (ca. 980–1033)                   | Basel, Kunigunde-Platz               | |      |  |
| 2022      | Urbana Iulia (3. Jh. n. Chr.)                            | Basel, Urbana Iulia-Strasse          | |      |  |
| 2023      | Agnes Amberg (1936–1991)                                 | Zürich, Agnesstrasse                 | Weitere Strassen mit Frauennamen in Zürich, die 2023 umgewidmet wurden. |      |  |
| 2023      | Elisabeth Thommen (1888–1960)                            | Zürich, Elisabethenstrasse           | Weitere Strassen mit Frauennamen in Zürich, die 2023 umgewidmet wurden. |      |  |
| 2023      | Erna Yoshida Blenk (1913–1996)                           | Zürich, Ernastrasse                  | Weitere Strassen mit Frauennamen in Zürich, die 2023 umgewidmet wurden. |      |  |
| 2023      | Hildegard, erste Äbtissin des Fraumünsters (ca. 828–856) | Zürich, Hildastrasse                 | Weitere Strassen mit Frauennamen in Zürich, die 2023 umgewidmet wurden. |      |  |
| 2023      | Ida Schneider (1869–1968)                                | Zürich, Idastrasse                   | Weitere Strassen mit Frauennamen in Zürich, die 2023 umgewidmet wurden. |      |  |
| 2023      | Luise Meyer-Strasser (1894–1974)                         | Zürich, Luisenstrasse                | Weitere Strassen mit Frauennamen in Zürich, die 2023 umgewidmet wurden. |      |  |
| 2023      | Maria Egg-Beneš (1910–2005)                              | Zürich, Marienstrasse                | Weitere Strassen mit Frauennamen in Zürich, die 2023 umgewidmet wurden. |      |  |
| unbekannt | Meret Oppenheim (1913–1985)                              | Basel, Meret-Oppenheim-Platz         | |      |  |
| unbekannt | Gertrud Woker (1878–1968)                                | Bern, Gertrud-Woker-Strasse          | |      |  |
| unbekannt | Josi Meier (1926–2006)                                   | Luzern, Josi-J.-Meier-Platz          | |      |  |
| unbekannt | Frida Imboden-Kaiser (1877–1962)                         | St. Gallen, Imbodenstrasse           | |      |  |
| unbekannt | Mentona Moser (1874–1971)                                | Zürich, Mentona-Moser-Anlage         | |      |  |
| unbekannt | Marie Bürkli (1864–1927)                                 | Zürich, Marie-Bürkli-Eck             | |      |  |
| unbekannt | Flora Ruchat-Roncati (1937–2012)                         | Zürich, Flora-Ruchat-Roncati-Garten  | |      |  |
| unbekannt | Laura Hezner (1862–1916)                                 | Zürich, Laura-Hezner-Weg             | |      |  |
| unbekannt | Marie Baum (1874–1964)                                   | Zürich, Marie-Baum-Weg               | |      |  |
| unbekannt | Anna Häuptli (1895–1977)                                 | Zürich, Anna-Häuptli-Weg             | |      |  |
| unbekannt | Hermine Raths (1906–1984)                                | Zürich, Hermine-Raths-Garten         | |      |  |
| unbekannt | Elsa Burckhardt-Blum (1900–1974)                         | Zürich, Elsa-Burckhardt-Blum-Garten  | |      |  |
| unbekannt | Flora Steiger-Crawford (1899–1991)                       | Zürich, Flora-Steiger-Crawford-Platz | |      |  |
| unbekannt | Anny Klawa-Morf (1894–1993)                              | Zürich, Anny-Klawa-Platz             | |      |  |
| unbekannt | Lydia Welti-Escher (1858–1891)                           | Zürich, Lydia-Welti-Escher-Hof       | |      |  |
| unbekannt | Elsa Cavelti (1907–2001)                                 | Zürich, Elsa-Cavelti-Weg             | |      |  |
| unbekannt | Maria Stader (1911–1999)                                 | Zürich, Maria-Stader-Weg             | |      |  |
| unbekannt | Judith Gessner-Heidegger (1736–1818)                     | Zürich, Judith-Gessner-Platz         | |      |  |
| unbekannt | Nettie Sutro-Katzenstein (1889–1967)                     | Zürich, Nettie-Sutro-Strasse         | |      |  |
| unbekannt | Dora Staudinger (1886–1964)                              | Zürich, Dora-Staudinger-Strasse      | |      |  |
| unbekannt | Marie Meierhofer (1909–1998)                             | Zürich, Marie-Meierhofer-Weg         | |      |  |
| unbekannt | Marie Curie (1867–1934)                                  | Zürich, Marie-Curie-Platz            | |      |  |
| unbekannt | Susanna Gossweiler (1740–1793)                           | Zürich, Susanna-Gossweiler-Platz     | |      |  |
| unbekannt | Else Züblin-Spiller (1881–1948)                          | Zürich, Else-Züblin-Weg              | |      |  |
| unbekannt | Caroline Farner (1842–1913)                              | Zürich, Caroline-Farner-Weg          | |      |  |
| unbekannt | Regina Kägi-Fuchsmann (1889–1972)                        | Zürich, Regina-Kägi-Hof              | |      |  |